# Суб-Коасте
Суб-Коасте (рум. Sub Coastă) — село у повіті Клуж в Румунії. Входить до складу комуни Апахіда.
Село розташоване на відстані 321 км на північний захід від Бухареста, 9 км на схід від Клуж-Напоки.

## Населення
За даними перепису населення 2002 року у селі проживали 104 особи. Рідною мовою 101 особа (97,1%) назвала румунську.
Національний склад населення села:
| Національність | Кількість осіб | Відсоток |
| -------------- | -------------- | -------- |
| румуни         | 98             | 94,2%    |
| угорці         | 5              | 4,8%     |